# تپه برداسپی
تپه برداسپی مربوط به دوره اشکانیان - دوره ساسانیان است و در شهرستان کوهدشت، بخش مرکزی، دهستان گل گل، ۱۰۰ متری جنوب شرق روستای ناو شیراوند واقع شده و این اثر در تاریخ ۲۶ اسفند ۱۳۸۷ با شمارهٔ ثبت ۲۶۱۷۳ به‌عنوان یکی از آثار ملی ایران به ثبت رسیده است.